# Adolf Soetbeer

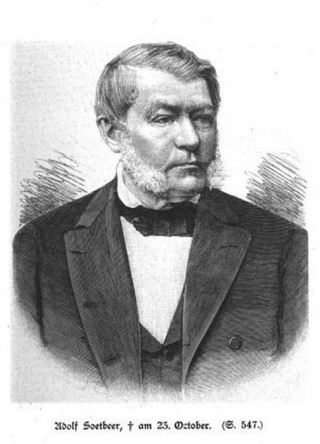
Adolf Soetbeer

Adolf Soetbeer (* 23. November 1814 in Hamburg; † 22. Oktober 1892 in Göttingen) war deutscher Nationalökonom.

## Leben
Soetbeer studierte Philologie in Göttingen und Berlin. In Göttingen gehörte er zu den Studenten, die 1837 die des Landes verwiesenen Göttinger Sieben in das hessische Witzenhausen begleiteten. Er wurde infolge seiner Schrift Des Stader Elbzolls Ursprung, Fortgang und Bestand 1840 Bibliothekar der Commerzbibliothek und 1843 Sekretär und Konsulent der Commerzdeputation in Hamburg. Die Universität Kiel ernannte ihn zum Ehrendoktor der Rechte. 1848 war er Mitglied des Vorparlaments. 1872 siedelte er nach Göttingen über, wo er zum Honorarprofessor und Geheimen Regierungsrat ernannt wurde. Soetbeer hat viele Jahre eifrig für eine deutsche Münzreform auf Grundlage der Goldwährung gewirkt. Auch der Münzgeschichte, der Statistik der Flussschifffahrt, den Handelsverträgen widmete er ein reges Interesse.
Er übersetzte Mills Politische Ökonomie (4. Ausgabe, Leipzig 1881, 3 Bände), schrieb Kommentare zum deutschen Münzgesetz und dem deutschen Bankgesetz (Erlangen 1874–76) und veröffentlichte außerdem: Edelmetallproduktion und Wertverhältnis zwischen Gold und Silber seit der Entdeckung Amerikas (Gotha 1879) und Materialien zur Erläuterung und Beurteilung der wirtschaftlichen Edelmetallverhältnisse und der Währungsfrage (2. Ausgabe, Berlin 1886).

## Veröffentlichungen
- Des Stader-Elbzolles Ursprung, Fortgang und Bestand. Hamburg 1839 (Digitalisat in der Google-Buchsuche).